# Стивен Ериксон
Стив Рун Лундин (енгл. Steve Rune Lundin; Торонто, 7. октобар 1959), познатији по псеудониму Стивен Ериксон (енгл. Steven Erikson), канадски је писац епске фантастике, најпознатији по серијалу Малашка кућа палих коју у Србији преводи Лагуна.

## Каријера
По професији је археолог и антрополог. Први роман серијала фантастике који га је прославио Месечеви вртови објавио је 1999, и био је номинован за Светску награду за фантастику.
Био је гост шестог Фестивала фантастике у Нишу 2024. године, а такође је посетио и Београд, где је промовисао своја дела у преводу на српски.

## Дела
Издања на српском преводе Дејан Купрешанин и Александар Милајић.
Малашка кућа Палих:
- Месечеви вртови (2009, Лагуна)
- Двери куће мртвих (2011, Лагуна)
- Сећања на лед у 2 тома (2013, Лагуна)
- Кућа ланаца у 2 тома (2014, Лагуна)
- Плиме поноћи у 2 тома (2016, Лагуна)
- Костоловци у 2 тома (2018, Лагуна)
- Косачева бура у 2 тома (2021, Лагуна)
- Звон паса у 2 тома (2024, Лагуна)
- Прашина снова у 2 тома (2025? најављен превод)

Остала дела на српском језику
- Цена радости - научнофантастични роман (2020, Лагуна)